# Hriate

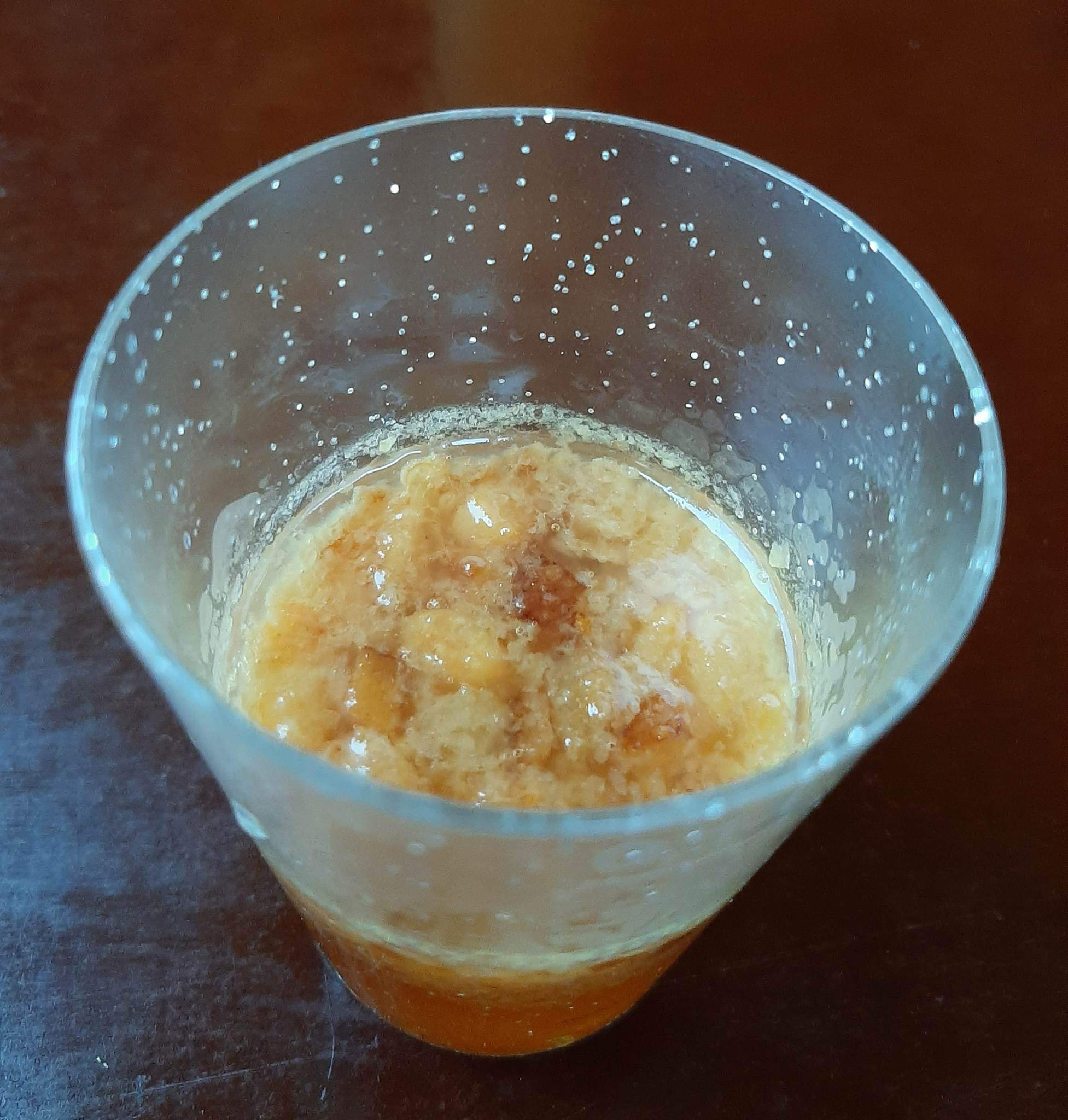
Il hriate sui mercatini di Natale a Bratislava

Il hriate o la hriata (lett. "riscaldato", dialettalmente il hriatô o il hriato) è una bevanda alcolica slovacca con ricette diverse della preparazione. Può essere bevuto anche come aperitivo.
Viene preparato in diverse forme, soprattutto nella Slovacchia centrale e orientale, in particolare a Liptov, Orava e Spiš. La base del hriate è miele con bacon o burro, ma esistono anche versioni con zucchero (caramello) al posto del miele, e distillato. Tradizionalmente servito a Natale, rispettivamente durante la stagione invernale nelle zone montane e pedemontane.  Molte famiglie hanno la loro ricetta specifica. La bevanda era considerata un agente curativo.
A Liptov veniva servito caldo prima di cena il Natale e il Capodanno ed era tradizionalmente preparato con vodka riscaldata su caramello, che veniva mangiato con oškvarky.